# Portland-váza

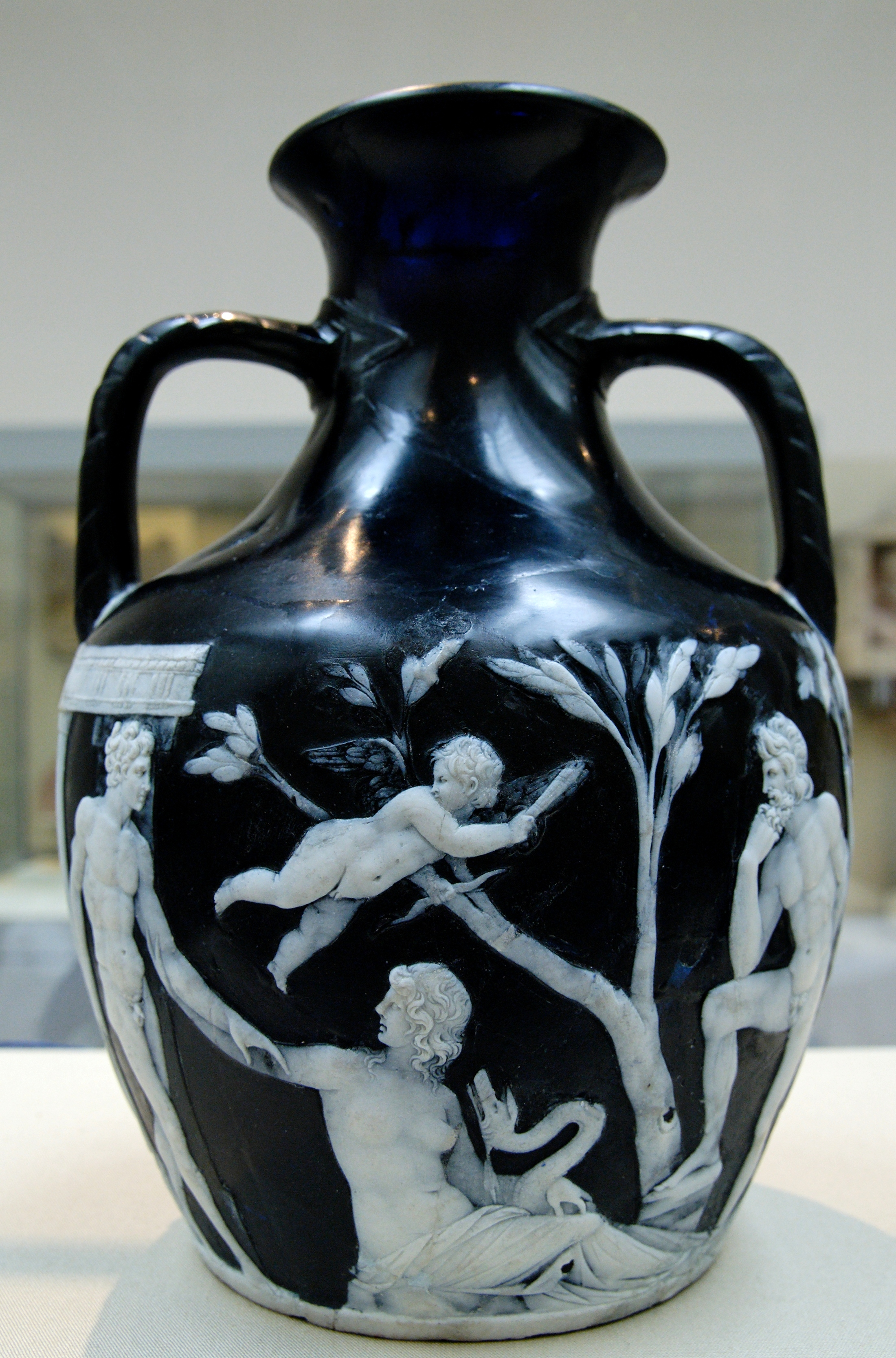
A Portland-váza

A Portland-váza Augustus császár uralkodása alatt készült Rómában i. e. 10 körül, és a legértékesebb ránk maradt kámeaüveg alkotásnak tekintehő. Az i. sz. 1. század végén eredetileg csúcsosabb alját egy lapos korongra cserélték, majd a 3. században sírmellékletként egy szarkofágba helyezték. 1594-ben találták meg, majd 1635-ben Dal Monte bíboros a Palazzo Madamában kiállított műgyűjteményének egy darabja volt. Később a Barberini család tulajdonába került, majd 1780-ban a skót James Byrnes vásárolta meg. Ő a vázát Sir William Hamiltonnak ajándékozta, aki továbbadta Portland hercegnőjének. A váza az 1800-as évek elején kismértékben károsodott, majd a British Museumba került, ahol jelenleg is látható. Készítésének technikája eltér a megszokottól, a többi hasonló alkotástól eltérően nem formába öntötték, hanem üvegfúvásos technikával alakították ki. Ezután a sötétkék vázát olvadt, fehér üveggel vonták be, majd mintázatát hidegen, csiszolással formázták meg. Az alakok kidolgozása olyan magas szintű, hogy a váza valószínűleg a császári család, vagy közvetlen környezetük egyik tagja számára készült. Stílusában felismerhetők a görög szobrászat egyes elemei, például a fekvő női alak megformázásában. Az ábrázolt alakokat eddig nem tudták azonosítani, a kutatók véleménye megoszlik Vénusz és Ankhiszész, Péleusz és Thetisz, Akhilleusz és Heléna vagy Thészeusz és Ariadné között.